# Tigrejci
Tigre su etnička skupina, koja živi u Eritreji (oko 30% stanovništva) i Sudanu, uz useljeničke zajednice u Italiji, Velikoj Britaniji, Njemačkoj i drugim europskim zemljama, Etiopiji, na Bliskom istoku, Australiji i SAD-u, broje oko 1,5 milijuna.
Uglavnom su muslimani suniti, uz značajan postotak kršćana, uglavnom nastanjuju južni središnji dio Eritreje. Mnogi su bili prisiljeni preseliti se u Sudan, zbog pritiska Etiopljana tijekom rata s Eritrejom.
Usko su povezani s Tigrinjama (često ih se zamijenjenjuje zbog imena) i Bedžama.
Govore Tigré jezik, jezik sjevernoetiopske podskupine etiopskih jezika.
Najpoznatiji pripadnik Tigra je Hamid Idris Awate.